# Buriasco
Buriasco (piemontesisch Buriasch) ist eine Gemeinde in der italienischen Metropolitanstadt Turin (TO), Region Piemont.

## Lage und Einwohner
Buriasco liegt 35 km südwestlich von Turin in der Po-Ebene beim Mündungsgebiet von Chisone und Pellice. Das Gemeindegebiet umfasst eine Fläche von 14 km² und hat 1315 Einwohner (Stand 31. Dezember 2023). Zur Gemeinde gehören die Fraktionen (Frazioni) Allasini, Appendini, Canali, David-Fodrera, Maineri, Paglieri und Reina-San Bernardo.
Die Nachbargemeinden sind die Stadt Pinerolo sowie Scalenghe, Cercenasco, Macello und Vigone.

## Geschichte

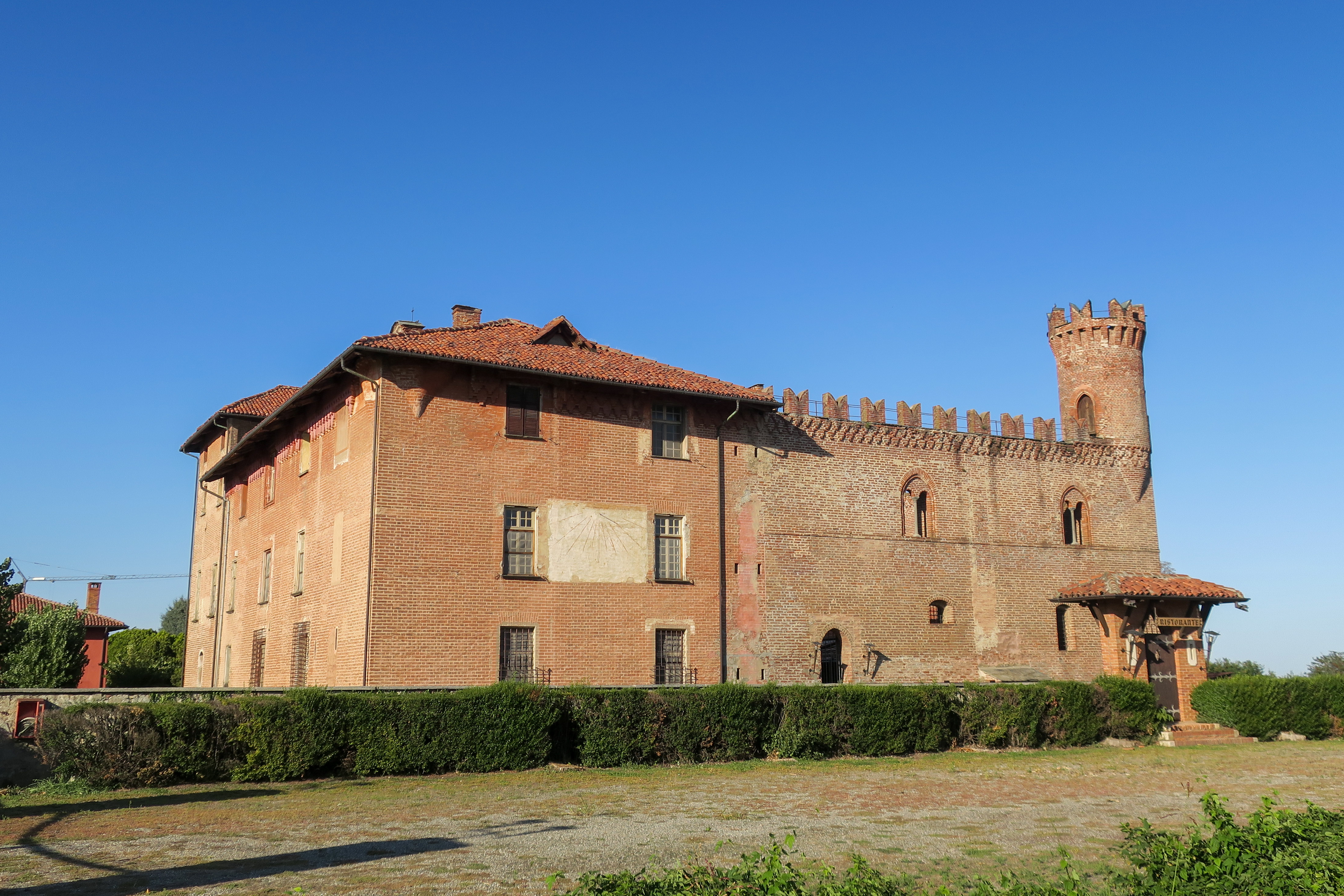
Kastell

Buriasco war eines der Gebiete, die ab Ende des 13. Jahrhunderts unter der Herrschaft des Nebenzweigs Savoyen-Akaia standen, der Ivrea, Chieri, Pinerolo, Fossano und Savigliano kontrollierte. Im Jahr 1356 erhob Giacomo d'Acaia einen Zoll von den Kaufleuten, die Chieri und Testona überquerten, um sich auf den Weg zur Via Francigena des Susa-Tals zu machen, mit dem Ziel, eine alternative Route zu bauen, die durch das Pinerolo-Gebiet in Richtung Dauphiné und Frankreich führte. Amedeo VI., der Grüne Graf, reagierte mit der Besetzung von Buriasco und Frossasco im Winter 1356–1357.

## Gemeindepartnerschaften
- María Juana, Argentinien